# Отдельные Дома Госпиталя Инвалидов Отечественной Войны
Отдельные Дома Госпиталя Инвалидов Отечественной Войны — населенный пункт в Калининском районе Тверской области. Входит в состав Черногубовского сельского поселения.

## География
Находится в юго-восточной части Тверской области на правом берегу Волги у северной окраины административного центра поселения деревни Черногубово.

## История
Населенный пункт создан при туберкулезном госпитале, открытом в 1946 году. Ныне здесь работает ГКУЗ «Черногубовский туберкулезный госпиталь для ветеранов войн».

## Население
Численность населения: 115 человек (русские 96 %) в 2002 году, 128 в 2010.